# Susana Pareja
Susana Pareja Ibarra (Sedaví, 13 de marzo de 1973) es una exjugadora de balonmano española y actualmente entrenadora (además de administrativa contable).
Jugadora del histórico Mar Valencia desde el año 1992 hasta el 2001, se unió al también histórico Ferrobús Mislata (en sus múltiples denominaciones) hasta su retirada, en el año 2008.
Una de las jugadoras más laureadas del balonmano nacional con un total de 27 títulos de clubes, en sus vitrinas se exhiben una Copa de Europa, una Recopa de Europa y una Supercopa de Europa, además de nueve Ligas, diez Copas de la Reina y cuatro Supercopas de España. 
Siempre ha sido una voz activa en pos del derecho de la mujer en el deporte y la necesidad de dar espacios en los distintos espacios mediáticos al balonmano femenino. 

## Trayectoria

### Como jugadora
Sus inicios fueron en el colegio San Clemente de Sedaví. Desde pequeña fue una gran deportista, compaginando el balonmano con el taekwondo. Se incorporó a los equipos base del Iber Valencia y ascendió en 1992 al primer equipo de División de Honor hasta la temporada 2000–01. En el 2001 firmó por el Ferrobús Mislata y terminó su carrera como jugadora en el 2008.
Jugadora del mítico Osito L'Eliana, único equipo español ganador de la Copa de Europa femenina de la mano de la eterna Cristina Mayo, es una de las pocas españolas que pueden presumir de tener en sus vitrinas este trofeo. Su debut en la Copa de Europa fue con 18 años, tras una exclusión a la entonces central titular Izaskun Múgica Zozaya en el primer tiempo. En su debut en el central del Osito L'Eliana estaba flanqueada por Natalia Morskova y Svetlana Bogdanova y, a pesar de su juventud, dirigió muy bien al equipo valenciano y anotó 5 goles.
Pieza angular en los dos grandes clubes españoles de finales del siglo XX (Osito L'Eliana y Ferrobús Mislata), además de capitana del equipo de Mislata, su puesto en el campo de juego fue rolando desde el central en sus inicios a un extremo derecho atípico ya que Suana Pareja es diestra, por lo que la mayoría de sus goles han sido con lanzamiento en “rectificado”.

### Como entrenadora
"Es más complicado ser entrenadora que jugadora" decía en una entrevista en el 2014. En el 2008 empieza en los banquillos dirigiendo al Balonmano Castellón. En el 2011 sustituye a Cristina Mayo en los banquillos del Club Balonmano Sagunto, donde solo está una temporada, 2011–12, una temporada marcada por los problemas económicos. 
Del 2013 al 2019 (con un paréntesis dirigiendo a la selección B femenina española) entrenó a las jugadoras del CH Canyamelar para, en el 2019, fichar por el Balonmano Mislata masculino de primera división nacional, donde estuvo dos temporadas. Desde su relevo en el banquillo de primera división está ligada a los equipos formativos, habiendo entrenando al cadete masculino del Balonmano Mislata.
En la temporada 2018-2019 dirigieron a tres equipos de División de Honor otras tantas entrenadoras mujeres: Montse Puche, Cristina Cabeza y Susana Pareja. Ha sido, hasta el momento, la temporada en la que más mujeres han coincidido en los banquillos nacionales.
En 2024 cogió las riendas del Grupo USA Handbol Mislata, en la División de Honor Oro aunque fue sustituida por el club en el mercado de invierno.

## Selección española
Vistió la camiseta de las Guerreras en un total de 143 ocasiones, marcando 211 goles. Debutó en un amistoso en Funchal, frente a Hungría, durante el Torneo Internacional de Loures, marcando un gol y terminó su carrera en otro amistoso ante la selección polaca durante el torneo Turchin Cup en Kiev frente a Polonia y marcó su último gol el 27 de noviembre de 2005. Unos Juegos Olímpicos, dos mundiales, dos europeos, y un juegos del Mediterráneo han visto en las pistas a Susana Pareja
Con la selección española de balonmano fue miembro de la escuadra nacional durante los Juegos Olímpicos de Atenas 2004 (terminó la competición con los mejores guarismos del torneo, con un 68% de acierto en lanzamiento de campo).
Fue medalla de oro durante los juegos del mediterráneo de Almería en el 2005.
Participó en dos campeonatos del Mundo (2001 en Italia y 2003 en Croacia, donde se logró la clasificación para los Juegos Olímpicos de Atenas) y en dos campeonatos de Europa (1998 en Holanda y 2002 en Dinamarca).

## Títulos y galardones

### Títulos
- 11 x Ligas
- 10 x Copas de la Reina
- 1 x Copa de Europa
- 1 x Supercopa de Europa
- 4 x Supercopa de España
- 1 x Copa ABF

### Galardones
- Medalla e insignia de Plata y Bronce de la Real Federación Española de Balonmano.
- Mención Especial al Mérito Deportivo como entrenadora de la Federación Valenciana de Balonmano.

## Perfiles
- Perfil en Twitter https://twitter.com/pareja_ibarra